# Orthosia rufa
Orthosia rufa là một loài bướm đêm trong họ Noctuidae.